# Gran Premio motociclistico di Germania 2005
Il Gran Premio motociclistico di Germania 2005 corso il 31 luglio, è stato il decimo Gran Premio della stagione 2005 e ha visto vincere: la Yamaha di Valentino Rossi in MotoGP, Daniel Pedrosa nella classe 250 e Mika Kallio nella classe 125.
Con questa vittoria Rossi eguaglia le 76 vittorie di Mike Hailwood nella classifica dei successi in gara nel motomondiale.

## MotoGP
La gara di questa classe è stata interrotta dopo 5 giri ed in seguito ripresa con le posizioni di partenza stabilite in base alla classifica al momento della sospensione.

### Arrivati al traguardo
| Pos | Nº | Pilota           | Squadra              | Motocicletta | Giri | Tempo     | Griglia | Punti |
| --- | -- | ---------------- | -------------------- | ------------ | ---- | --------- | ------- | ----- |
| 1   | 46 | Valentino Rossi  | Gauloises Yamaha     | Yamaha       | 25   | 35:04.434 | 4       | 25    |
| 2   | 15 | Sete Gibernau    | Movistar Honda       | Honda        | 25   | +0.685    | 2       | 20    |
| 3   | 69 | Nicky Hayden     | Repsol Honda         | Honda        | 25   | +0.885    | 1       | 16    |
| 4   | 3  | Max Biaggi       | Repsol Honda         | Honda        | 25   | +2.365    | 6       | 13    |
| 5   | 4  | Alex Barros      | Camel Honda          | Honda        | 25   | +2.855    | 3       | 11    |
| 6   | 56 | Shin'ya Nakano   | Kawasaki Racing      | Kawasaki     | 25   | +4.557    | 12      | 10    |
| 7   | 33 | Marco Melandri   | Movistar Honda       | Honda        | 25   | +12.269   | 5       | 9     |
| 8   | 5  | Colin Edwards    | Gauloises Yamaha     | Yamaha       | 25   | +14.849   | 7       | 8     |
| 9   | 65 | Loris Capirossi  | Ducati Marlboro      | Ducati       | 25   | +23.489   | 8       | 7     |
| 10  | 6  | Makoto Tamada    | Konica Minolta Honda | Honda        | 25   | +27.829   | 15      | 6     |
| 11  | 10 | Kenny Roberts Jr | Suzuki MotoGP        | Suzuki       | 25   | +42.099   | 9       | 5     |
| 12  | 24 | Toni Elías       | Fortuna Yamaha       | Yamaha       | 25   | +47.304   | 17      | 4     |
| 13  | 11 | Rubén Xaus       | Fortuna Yamaha       | Yamaha       | 25   | +1:00.175 | 18      | 3     |
| 14  | 44 | Roberto Rolfo    | D’Antin Pramac       | Ducati       | 25   | +1:07.714 | 20      | 2     |
| 15  | 27 | Franco Battaini  | Blata WCM            | Blata        | 24   | +1 giro   | 22      | 1     |

### Ritirato
| Nº | Pilota       | Squadra         | Motocicletta | Giri | Griglia |
| -- | ------------ | --------------- | ------------ | ---- | ------- |
| 7  | Carlos Checa | Ducati Marlboro | Ducati       | 4    | 11      |

### Ritirati nella prima parte di gara
| Nº | Pilota         | Squadra         | Motocicletta | Giri | Griglia |
| -- | -------------- | --------------- | ------------ | ---- | ------- |
| 12 | Troy Bayliss   | Camel Honda     | Honda        | 2    | 16      |
| 77 | James Ellison  | Blata WCM       | Blata        | 1    | 19      |
| 19 | Olivier Jacque | Kawasaki Racing | Kawasaki     | 0    | 14      |
| 66 | Alex Hofmann   | Kawasaki Racing | Kawasaki     | 0    | 13      |
| 67 | Shane Byrne    | Team Roberts    | Proton KR    | 0    | 21      |

### Non ripartito
| Nº | Pilota       | Squadra       | Motocicletta | Griglia |
| -- | ------------ | ------------- | ------------ | ------- |
| 21 | John Hopkins | Suzuki MotoGP | Suzuki       | 10      |

## Classe 250

### Arrivati al traguardo
| Pos | Nº | Pilota             | Squadra                     | Motocicletta | Giri | Tempo     | Griglia | Punti |
| --- | -- | ------------------ | --------------------------- | ------------ | ---- | --------- | ------- | ----- |
| 1   | 1  | Daniel Pedrosa     | Telefonica Movistar Honda   | Honda        | 29   | 41:35.089 | 2       | 25    |
| 2   | 5  | Alex De Angelis    | MS Aprilia Italia Corse     | Aprilia      | 29   | +7.940    | 1       | 20    |
| 3   | 73 | Hiroshi Aoyama     | Telefonica Movistar Honda   | Honda        | 29   | +11.171   | 5       | 16    |
| 4   | 34 | Andrea Dovizioso   | Team Scot                   | Honda        | 29   | +11.346   | 10      | 13    |
| 5   | 19 | Sebastián Porto    | Aprilia Aspar               | Aprilia      | 29   | +11.444   | 4       | 11    |
| 6   | 7  | Randy de Puniet    | Aprilia Aspar               | Aprilia      | 29   | +17.536   | 8       | 10    |
| 7   | 27 | Casey Stoner       | Carrera Sunglasses - LCR    | Aprilia      | 29   | +17.949   | 7       | 9     |
| 8   | 80 | Héctor Barberá     | Fortuna Honda               | Honda        | 29   | +22.193   | 9       | 8     |
| 9   | 55 | Yūki Takahashi     | Team Scot                   | Honda        | 29   | +42.288   | 6       | 7     |
| 10  | 14 | Anthony West       | Red Bull KTM                | KTM          | 29   | +42.696   | 12      | 6     |
| 11  | 50 | Sylvain Guintoli   | Equipe GP de France - Scrab | Aprilia      | 29   | +51.283   | 13      | 5     |
| 12  | 6  | Alex Debón         | Wurth Honda BQR             | Honda        | 29   | +1:01.959 | 21      | 4     |
| 13  | 28 | Dirk Heidolf       | Kiefer-Bos-Castrol Honda    | Honda        | 29   | +1:03.260 | 18      | 3     |
| 14  | 17 | Steve Jenkner      | Nocable.it Race             | Aprilia      | 29   | +1:13.348 | 16      | 2     |
| 15  | 36 | Martín Cárdenas    | Aprilia Germany             | Aprilia      | 29   | +1:13.813 | 26      | 1     |
| 16  | 96 | Jakub Smrž         | Arie Molenaar Racing        | Honda        | 29   | +1:13.876 | 19      |       |
| 17  | 32 | Mirko Giansanti    | Matteoni Racing             | Aprilia      | 29   | +1:14.151 | 20      |       |
| 18  | 44 | Tarō Sekiguchi     | Campetella Racing           | Aprilia      | 29   | +1:18.289 | 23      |       |
| 19  | 41 | Álvaro Molina      | Andalucia Mas Racing        | Aprilia      | 28   | +1 giro   | 28      |       |
| 20  | 64 | Radomil Rous       | Wurth Honda BQR             | Honda        | 28   | +1 giro   | 25      |       |
| 21  | 26 | Andreas Martensson | Kurz Prista Oil             | Yamaha       | 28   | +1 giro   | 29      |       |
| 22  | 23 | Nicklas Cajback    | Kurz Prista Oil             | Yamaha       | 28   | +1 giro   | 31      |       |
| 23  | 52 | Thomas Walter      | NRG Racing                  | Honda        | 27   | +2 giri   | 32      |       |

### Ritirati
| Nº | Pilota              | Squadra                     | Motocicletta | Giri | Griglia |
| -- | ------------------- | --------------------------- | ------------ | ---- | ------- |
| 38 | Grégory Leblanc     | Equipe GP de France - Scrab | Aprilia      | 20   | 22      |
| 24 | Simone Corsi        | MS Aprilia Italia Corse     | Aprilia      | 20   | 14      |
| 16 | Franz Aschenbrenner | Mototechnic Castrol Racing  | Honda        | 19   | 30      |
| 57 | Chaz Davies         | Aprilia Germany             | Aprilia      | 8    | 15      |
| 8  | Andrea Ballerini    | Abruzzo Racing              | Aprilia      | 8    | 24      |
| 25 | Alex Baldolini      | Campetella Racing           | Aprilia      | 5    | 17      |
| 48 | Jorge Lorenzo       | Fortuna Honda               | Honda        | 4    | 3       |
| 15 | Roberto Locatelli   | Carrera Sunglasses - LCR    | Aprilia      | 2    | 11      |
| 21 | Arnaud Vincent      | Scuderia Fantic Motor GP    | Fantic       | 2    | 27      |

### Non qualificati
| Nº | Pilota            | Squadra                    | Motocicletta |
| -- | ----------------- | -------------------------- | ------------ |
| 53 | Patrick Lakerveld | Racing Team Benjan Motoren | Honda        |
| 42 | Yves Polzer       | Sebring Mas Racing         | Aprilia      |
| 20 | Gabriele Ferro    | Scuderia Fantic Motor GP   | Fantic       |

## Classe 125
Nella classe 125 la gara viene interrotta prima del suo termine previsto a causa di un incidente occorso a Manuel Poggiali, la classifica finale viene stilata pertanto al 20º giro, quello precedente all'interruzione; Poggiali risulterà di conseguenza tra i piloti classificati.

### Arrivati al traguardo
| Pos | Nº | Pilota            | Squadra                       | Motocicletta | Giri | Tempo     | Griglia | Punti |
| --- | -- | ----------------- | ----------------------------- | ------------ | ---- | --------- | ------- | ----- |
| 1   | 36 | Mika Kallio       | Red Bull KTM                  | KTM          | 20   | 29:46.795 | 1       | 25    |
| 2   | 12 | Thomas Lüthi      | Elit Grand Prix               | Honda        | 20   | +0.134    | 3       | 20    |
| 3   | 58 | Marco Simoncelli  | Nocable.it Race               | Aprilia      | 20   | +0.288    | 2       | 16    |
| 4   | 14 | Gábor Talmácsi    | Red Bull KTM                  | KTM          | 20   | +0.481    | 8       | 13    |
| 5   | 60 | Julián Simón      | Red Bull KTM                  | KTM          | 20   | +1.435    | 5       | 11    |
| 6   | 52 | Lukáš Pešek       | Metis Racing                  | Derbi        | 20   | +1.628    | 7       | 10    |
| 7   | 32 | Fabrizio Lai      | Kopron Racing World           | Honda        | 20   | +15.039   | 13      | 9     |
| 8   | 6  | Joan Olivé        | Nocable.it Race               | Aprilia      | 20   | +15.256   | 17      | 8     |
| 9   | 41 | Aleix Espargaró   | Seedorf RC3 - Tiempo Holidays | Honda        | 20   | +15.305   | 11      | 7     |
| 10  | 22 | Pablo Nieto       | Caja Madrid - Derbi Racing    | Derbi        | 20   | +15.524   | 18      | 6     |
| 11  | 54 | Manuel Poggiali   | Metis Racing                  | Gilera       | 20   | +15.577   | 21      | 5     |
| 12  | 76 | Michael Ranseder  | Red Bull ADAC KTM Juniors     | KTM          | 20   | +20.873   | 27      | 4     |
| 13  | 8  | Lorenzo Zanetti   | Skilled I.S.P.A. Racing       | Aprilia      | 20   | +21.045   | 12      | 3     |
| 14  | 11 | Sandro Cortese    | Kiefer-Bos-Castrol Honda      | Honda        | 20   | +21.186   | 15      | 2     |
| 15  | 35 | Raffaele De Rosa  | Matteoni Racing               | Aprilia      | 20   | +25.343   | 25      | 1     |
| 16  | 77 | Stefan Bradl      | Red Bull ADAC KTM Juniors     | KTM          | 20   | +26.261   | 26      |       |
| 17  | 44 | Karel Abraham     | AB Cardion Blauer USA         | Aprilia      | 20   | +27.185   | 30      |       |
| 18  | 25 | Dario Giuseppetti | AB Cardion Blauer USA         | Aprilia      | 20   | +31.138   | 29      |       |
| 19  | 46 | Mateo Túnez       | MVA Master Aspar              | Aprilia      | 20   | +32.802   | 35      |       |
| 20  | 45 | Imre Tóth         | Team Toth                     | Aprilia      | 20   | +33.273   | 23      |       |
| 21  | 13 | Patrick Unger     | Motorrad Unger Racing         | Aprilia      | 20   | +34.418   | 36      |       |
| 22  | 26 | Vincent Braillard | Team Toth                     | Aprilia      | 20   | +44.072   | 38      |       |
| 23  | 43 | Manuel Hernández  | Totti Top Sport - NGS         | Aprilia      | 20   | +48.367   | 22      |       |
| 24  | 98 | Manuel Mickan     | ADAC Sachsen Juniors          | Honda        | 20   | +1:06.745 | 41      |       |
| 25  | 78 | Hugo van den Berg | Varenhof Racing               | Aprilia      | 20   | +1:06.857 | 40      |       |
| 26  | 28 | Jordi Carchano    | MVA Aspar                     | Aprilia      | 18   | +2 giri   | 28      |       |

### Ritirati
| Nº | Pilota             | Squadra                       | Motocicletta | Giri | Griglia |
| -- | ------------------ | ----------------------------- | ------------ | ---- | ------- |
| 71 | Tomoyoshi Koyama   | Ajo Motorsport                | Honda        | 16   | 6       |
| 63 | Mike Di Meglio     | Kopron Racing World           | Honda        | 16   | 20      |
| 47 | Ángel Rodríguez    | LG Mobile Galicia             | Honda        | 16   | 39      |
| 16 | Raymond Schouten   | Arie Molenaar Racing          | Honda        | 9    | 31      |
| 75 | Mattia Pasini      | Totti Top Sport - NGS         | Aprilia      | 9    | 4       |
| 31 | Sascha Hommel      | Malaguti Reparto Corse        | Malaguti     | 8    | 37      |
| 10 | Federico Sandi     | Angaia Racing                 | Honda        | 7    | 34      |
| 33 | Sergio Gadea       | Master Aspar                  | Aprilia      | 4    | 10      |
| 29 | Andrea Iannone     | Abruzzo Racing                | Aprilia      | 1    | 14      |
| 55 | Héctor Faubel      | Master Aspar                  | Aprilia      | 1    | 9       |
| 18 | Nicolás Terol      | Caja Madrid - Derbi Racing    | Derbi        | 1    | 33      |
| 15 | Michele Pirro      | Malaguti Reparto Corse        | Malaguti     | 0    | 32      |
| 19 | Álvaro Bautista    | Seedorf RC3 - Tiempo Holidays | Honda        | 0    | 19      |
| 9  | Toshihisa Kuzuhara | Angaia Racing                 | Honda        | 0    | 16      |

### Squalificato
| Nº | Pilota        | Squadra        | Motocicletta | Griglia |
| -- | ------------- | -------------- | ------------ | ------- |
| 7  | Alexis Masbou | Ajo Motorsport | Honda        | 24      |